# Latina 101.9 FM
Latina 101.9 FM es una estación radial venezolana ubicada en el 101.9 MHz del dial FM en Barquisimeto, inició sus transmisiones el 14 de septiembre de 2012 como la primera estación radial en señal High definition (HD) de Venezuela. La emisora transmite música latina, salsa caribeña, reguetón, música venezolana, etc.

## Disponibilidad

### Señal FM
Latina 101.9 FM transmite de forma analógica por radio terrestre en todo el Estado Lara, en la frecuencia 101.9 de la banda FM.

### Señal en Línea
Latina 101.9 FM dispone una señal en directo a través de la página web de la empresa que emite en toda Venezuela si vives fuera en el Estado Lara, también está disponible a través de la app de Latina Medios para Android en Google Play. 